# Formatge de Mallorca

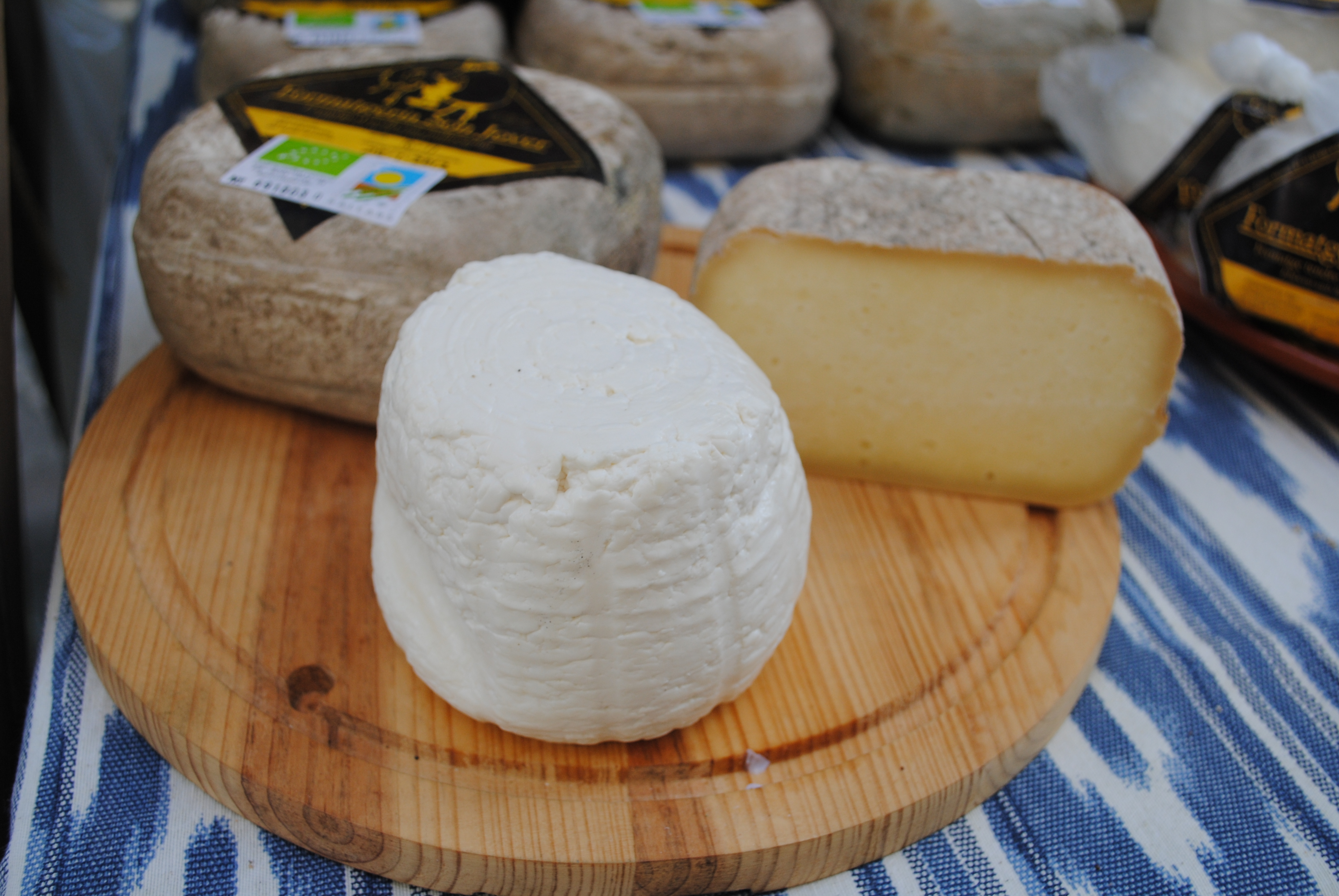
Formatge tendre i formatge curat de Mallorca

El formatge de Mallorca és un formatge artesà tradicional elaborat amb llet d'ovella crua, o amb barreja de llet crua d'ovella i de cabra.

## Història
La primera informació del formatge de Mallorca apareix en el segle xiii amb l'enviament a Montpeller i Marsella de XX quarterias et duas rovas et medie caseorum. Es tractava d'un producte elaborat amb llet d'ovella, de molt cuidada elaboració, amb formatges d'una grandària molt regular i pes aproximat de 2,5 kg, elaborat en especial a la zona de Llucmajor. El formatge de Llucmajor va adquirir renom per la seva qualitat i ja des de 1345 els reis i prínceps de la casa de Barcelona, així com els de Trastàmara, els sol·licitaven La importància de la producció queda reflectida per la gran quantitat de comerciants d'aquest gremi que s'enregistren a la segona meitat del segle xiv i principis del XV. Està documentat que a la taula dels Reis de Mallorca no hi mancava mai el formatge procedent de la pagesia mallorquina.
Segons Teresa M. Vinyoles i Vidal a l'època baixmedieval el formatge de Mallorca és el formatge més comercialitzat a Barcelona, seguit pels formatges d'Aragó, i el que més ha deixat constància en la documentació. També era molt present a la ciutat de València. Era un formatge curat que arribava als ports de Barcelona i València en forma de peces rodones que pesaven entre una i dues lliures. Maria de Luna, entre gener i setembre de 1403 va fer comprar 230 peces de formatge de Mallorca. El rei Martí, a través del seu procurador Mateu de Loscos, comprava formatge mallorquí en quantitats importants.
La reconversió cap a l'elaboració de formatge fet amb llet de vaca que es va dur a terme en els
segles passats a l'illa de Menorca no ha estat tan intensa a Mallorca, on al llarg dels segles XVIII, XIX i XX s'ha continuat fent formatge sobretot amb la llet d'ovella i, fins i tot, de la de cabra. L'ús de llet de vaca ha anat lligada a diverses iniciatives empresarials, de tipus industrial, que al llarg del segle XX s'han duit a terme. En general aquests formatges mallorquins amb llet de vaca han seguit els patrons genèrics, fins i tot en la forma de la peça, del formatge menorquí.

### El formatge de Mallorca en la cuina medieval catalana
Vinyoles esmenta les següents especialitats culinàries en les quals es documenta l'ús del formatge de Mallorca:
- La salsa coneguda com a "allimantega" (feta amb alls, mantega, formatge de Mallorca i ous).
- La salsa coneguda com a "almadroc" (feta amb alls i formatge de Mallorca).
- Fideus (ratllat).
- Macarrons (ratllat).
- Rubiols (formatge fresc, formatge de Mallorca i ous).
- Farciment de cabrits (es documenta aquest farciment a la taula de Pere III: julivert en fulla, mescalla, mel i formatge de Mallorca).
- Formatges fregidors (es documenten a la taula del rei Pere III, "per sopar").
- Formatge de Mallorca amb peres.

## Característiques
El mallorquí és un formatge que es pot comercialitzar durant un període molt perllongat fins als 12 mesos o més. El seu contingut d'aigua presenta grans diferències segons el temps de maduració. Així, un formatge fresc acabat de fer pot tenir entre un 48% i un 56% d'aigua; un formatge de 2 mesos entre un 35% i 45% i un de tres mesos entre un 27% i un 36%. En general, la pèrdua d'aigua és elevada, i es produeix fonamentalment al llarg dels dos primers mesos del procés.

### Forma
La peça de formatge mallorquí és més aviat petita, fa uns 6 x 15 cm gairebé, amb un pes entre 500 i 1500 grams. La forma és quadrada i amb els cantons arrodonits

## Elaboració

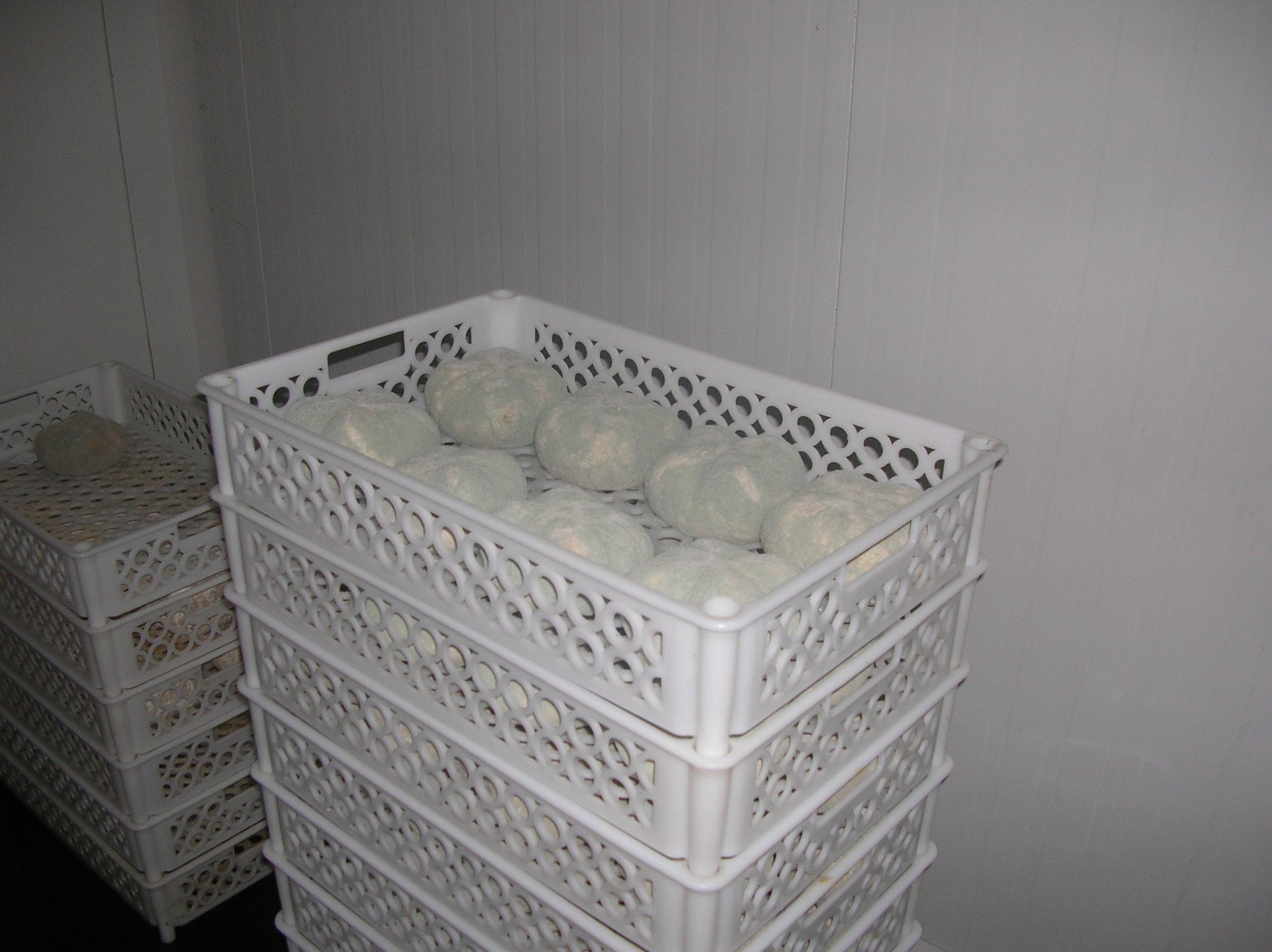
Procés de curat modern de formatges de Mallorca

Les guardes es munyen dos cops al dia. La llet crua s'encalenteix a 32º, se li afegeix quall vegetal i el quallat necessita aproximadament 30 minuts. La quallada es talla i emmotlla en fogasses de cotó que li donen la forma tradicional (fogasser). Es premsa durant 8 hores i després se sala. El curat es du a terme en locals frescos durant uns dos mesos. Quan el formatge és sec s'unta la crosta amb oli.

## Varietats

### Formatge tendre
Formatge d'un color blanc al principi i lleugerament grogós per fora al cap de deu o quinze dies. Presenta un gust suau, aromàtic i una mica salat. S'elabora amb llet d'ovella o de cabra i ferments làctics. Es qualla la llet a 32 °C durant uns 30 minuts. Un cop tenim la quallada, es talla per separar-la del serigot. Després s'emmotlla, es premsa i se sala. Es conserva a una temperatura fresca d'una setmana a quinze dies. S'ha de consumir durant el primer mes després de la seva elaboració. Els formatges tendres fets amb llet d'ovella o de cabra són molt tradicionals a Mallorca.

### Formatge d'ovella roja mallorquina

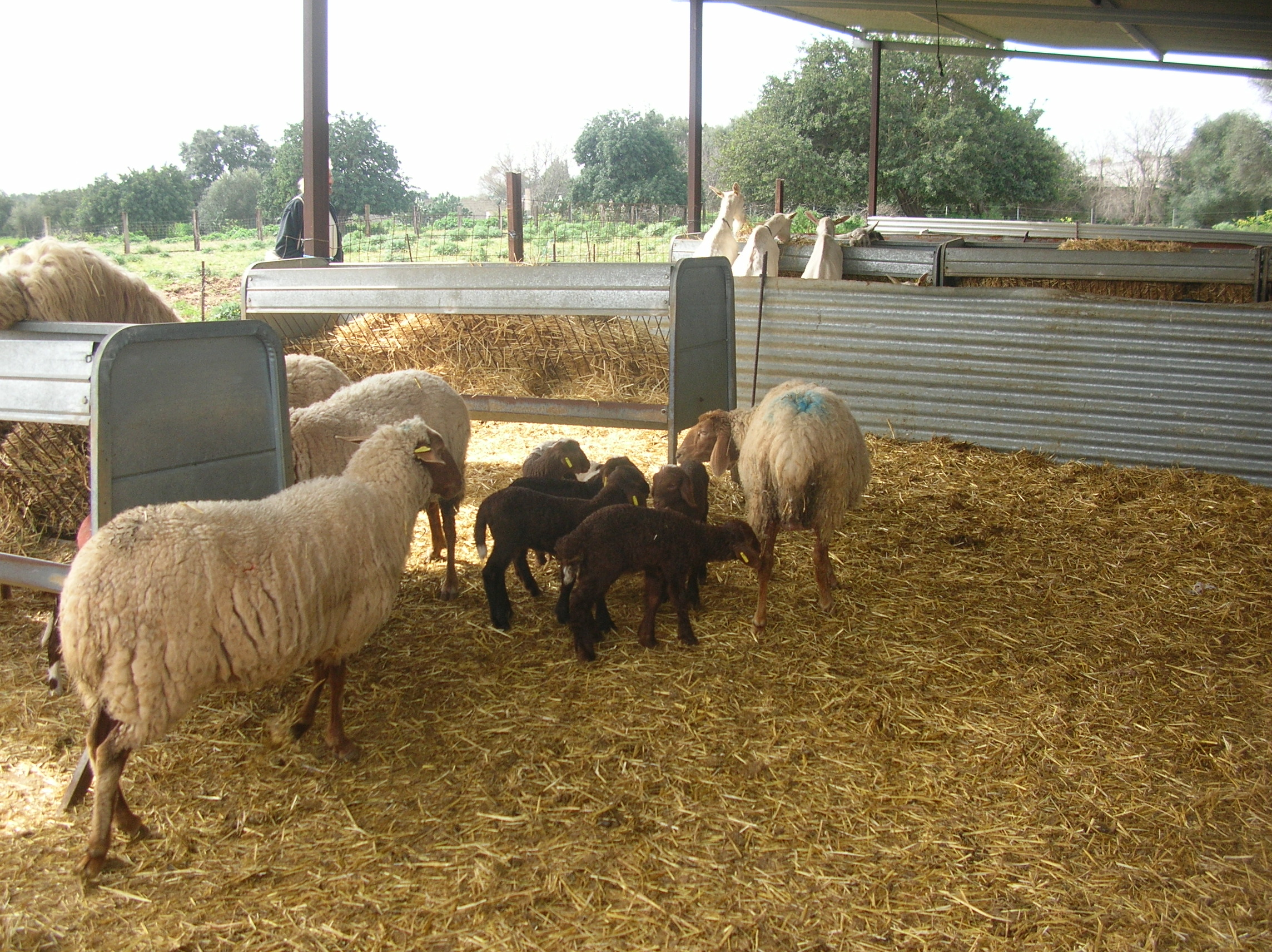
Guarda d'ovelles roges en uns sestadors d'Inca

El formatge d'ovella roja té un sabor característic, ja que la llet és molt greixosa i el quall és d'origen vegetal (maceració de pistils de card (Cynara cardunculus). La mida de les peces de formatge és variable, segons l'elaborador, però solen ser petites. El procés d'elaboració és molt senzill. S'encalenteix la llet crua dels dos munyiments diaris a 32 °C, s'afegeix el quall vegetal, quallant aproximadament durant 30 minuts. La quallada es talla i es conforma en pedaços de cotó, que li donen la forma tradicional característica. Es premsa durant 8 hores i després se sala. La curació es realitza en llocs frescos durant dos mesos aproximadament. Quan el formatge està sec, s'unta l'escorça amb mescles a base d'oli.
El formatge d'ovella roja, en tant que derivat làctic, és un dels aliments més complets. El 40% del seu contingut són proteïnes d'alt valor biològic i el 48% són greixos, majoritàriament saturats, raó per la qual és un aliment calòric (450 kcal/100 g quan és curat). Aporta calci, fòsfor, magnesi, cinc, ferro, sodi, potassi i seleni, a més de vitamines (A, B1, B2, B3, B12, D, E, K i àcid fòlic).